# Piotr Fergusson Tepper

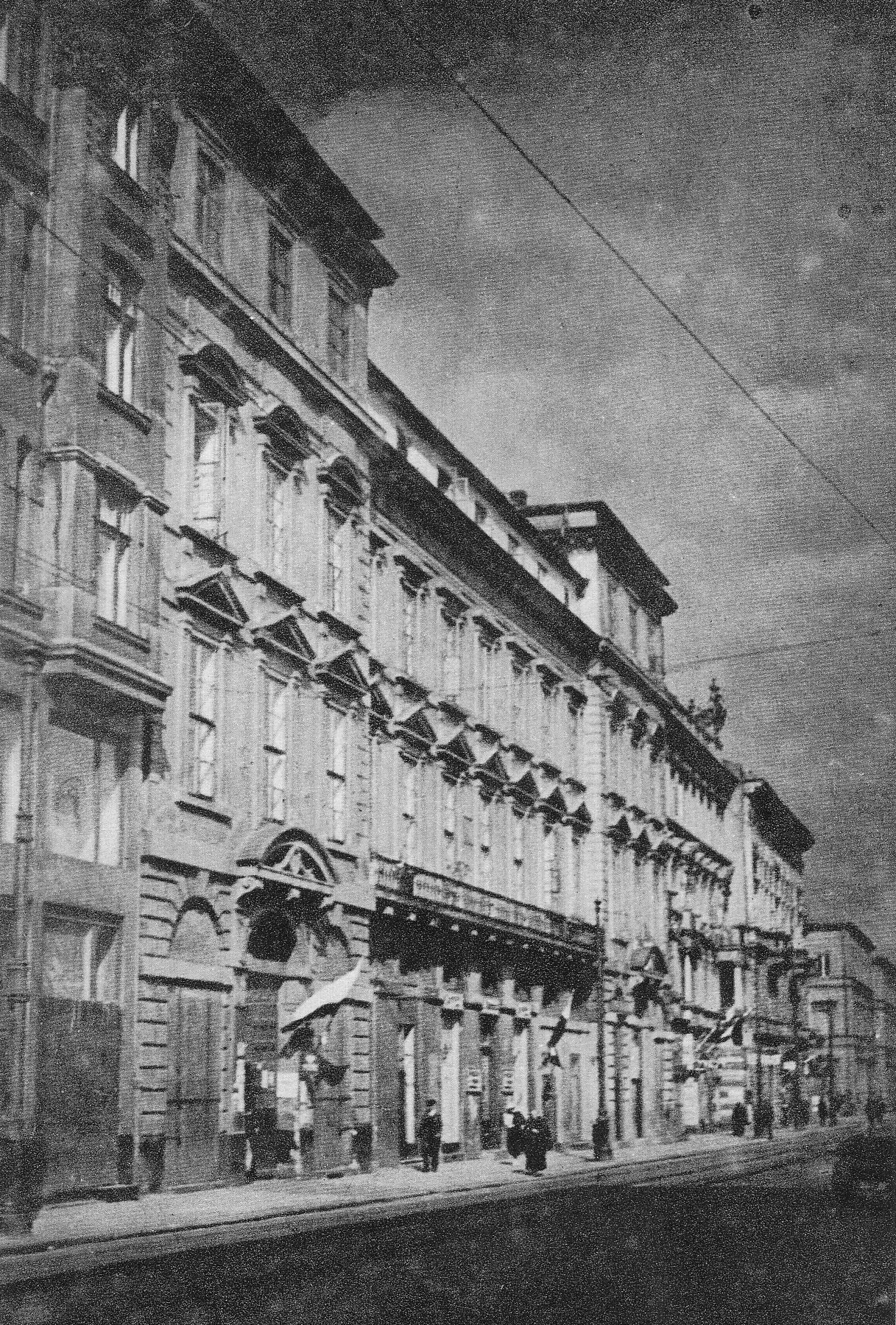
Nieistniejący pałac Teppera przy ul. Miodowej 7 w Warszawie

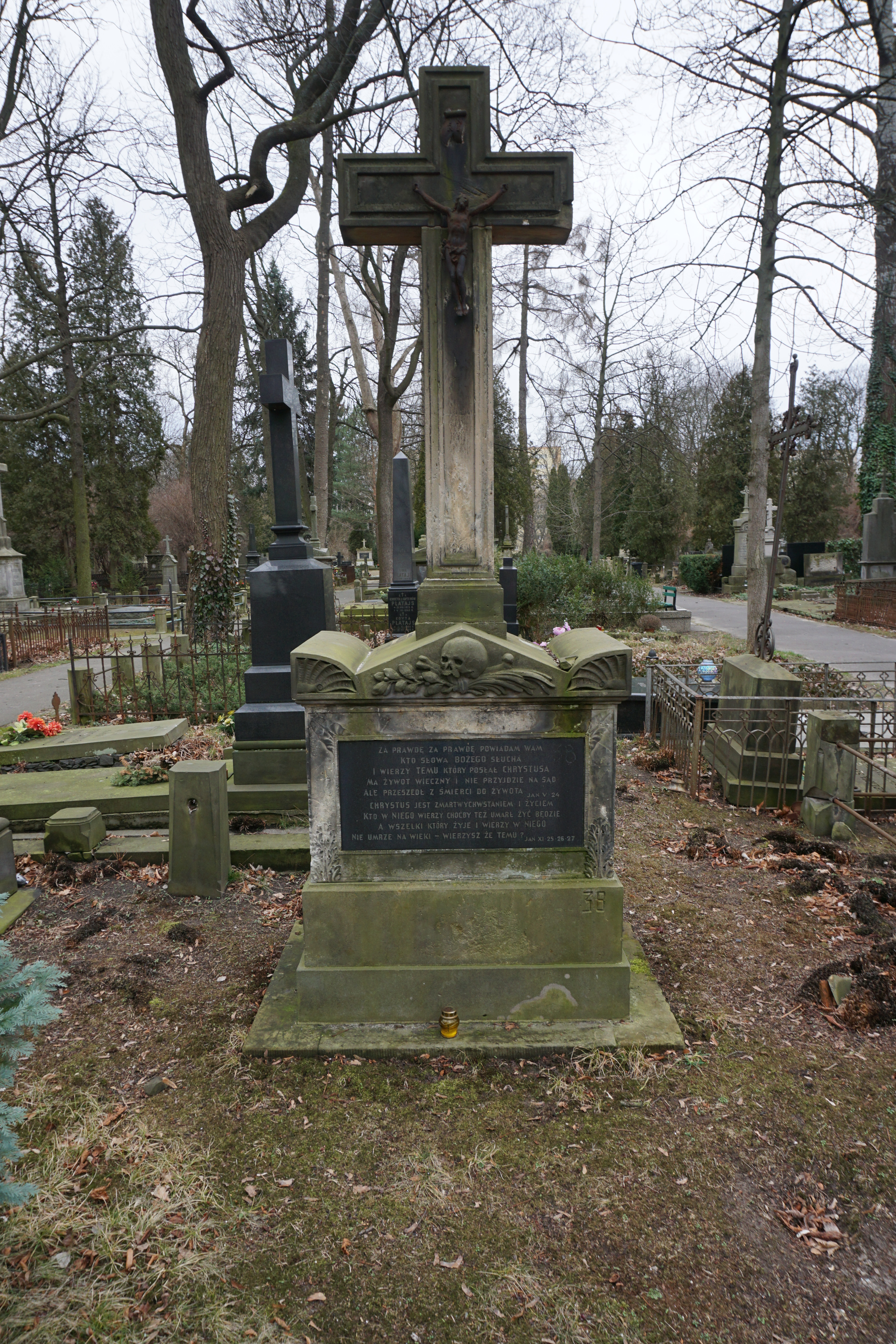
Grób Piotra Teppera na cmentarzu ewangelicko-augsburskim w Warszawie

Piotr Fergusson Tepper młodszy (ur. po 1713, zm. 26 kwietnia 1794) – warszawski bankier, kalwinista i wolnomularz, agent i podskarbi zakonu maltańskiego, członek Kompanii Manufaktur Uprzywilejowanej w 1769 roku.
Najbogatszy bankier polski końca XVIII wieku. W 1791 jego majątek wynosił ok. 60–65 mln złotych polskich.

## Życiorys
Był synem Wilhelma Fergussona i Katarzyny Konkordii Tepperowej.
Od 1768 prowadził interesy z przybranym ojcem Piotrem Tepperem, bratem jego matki Katarzyny. W 1776 roku wraz z Piotrem Tepperem starszym zostali wpisani do album civile miasta Starej Warszawy i przyjęli w ten sposób prawa miejskie. W 1790 odziedziczył po nim m.in. kilka posesji, bank, pałac w Warszawie przy ulicy Miodowej, kantor w Chersoniu. Posiadł też dobra ziemskie pod Warszawą: Falenty, Gołków, Raszyn, gdzie pozwalał osiedlać się wygnanym ze stolicy Żydom, Sękocin, a na Podolu klucz derażniański. W 1790 roku został nobilitowany wraz z innymi, najzamożniejszymi bankierami warszawskimi.
Pertraktował i był pośrednikiem w zaciąganiu pożyczek przez króla Stanisława Augusta Poniatowskiego. W 1793 król był mu winien ok. 11,5 mln złp. Udzielał też pożyczek skarbowi Rzeczypospolitej i dworowi rosyjskiemu. W latach 1787–1793 pośredniczył w dostawach dla armii rosyjskiej. Od 1775 dzierżawił wraz z Piotrem Blankiem loterię krajową, wpłacając corocznie do skarbu 300 tys. złotych polskich. Tepper prowadził interesy szczególnie z bankierami amsterdamskimi, którzy lokowali swe kapitały w Polsce.
W 1793 zbankrutował wraz z pięcioma innymi największymi bankierami. Przez wierzycieli oskarżany był o działanie celowe na szkodę polskiego życia gospodarczego. Jego budynki przy ulicy Miodowej („dom handlowy” i „dom bankowy”) zostały splądrowane 20 kwietnia 1794 roku przez podburzony tłum, a on sam zmarł sześć dni później wskutek obrażeń odniesionych podczas ataku, który przeprowadzono w jego mieszkaniu.
Piotr Fergusson, jego żona, synowie i córki zostali pochowani na cmentarzu ewangelicko-augsburskim w Warszawie.

## Życie prywatne
W 1762 zawarł związek małżeński z Marią Filipiną Valentin d’Hauterive (1739–1792), pochodzącą z rodziny hugenotów osiadłych w Gdańsku. Maria Filipina i Piotr doczekali się dziesięciorga dzieci, wśród których byli m.in.:
- Piotr Karol (1766–1817, zm. w Bavilliers, dep. Belfort, Francja), był bankierem, podobnie jak ojciec,
- Filip Bernard Kajetan (1767–1829), był oficerem wojsk rosyjskich,
- Ludwig Wilhelm (1768–1838, zm. w Paryżu), był kompozytorem,
- Henryka Katarzyna (1762–1834), wyszła za mąż za bankiera Wilhelma Arndta,
- Elżbieta Dorota (zm. 1850), wyszła za mąż za bankiera Karola Schultza (1753–1796).